# 伊门施塔特
阿尔高地区伊门施塔特（德語：Immenstadt im Allgäu，官方拼写为，發音：[ˈɪmənˌʃtat ʔɪm ˈʔalɡɔʏ] ⓘ），通称伊门施塔特（德語：Immenstadt），是德国巴伐利亚州施瓦本行政区上阿尔高县的城市，面积81.44平方千米，2023年12月31日人口为14,622人。